# If You Have Ghost
| Recensione    | Giudizio |
| ------------- | -------- |
| AllMusic      |          |
| Rolling Stone |          |

If You Have Ghost è il primo EP del gruppo musicale svedese Ghost, pubblicato nel 2013 dalla Spinefarm Records.

## Tracce
1. If You Have Ghosts (cover di Roky Erickson) – 3:34 (Roky Erickson)
2. I'm a Marionette (cover degli ABBA) – 4:52 (Benny Andersson, Björn Ulvaeus)
3. Crucified (cover degli Army of Lovers) – 5:13 (Alexander Bard, Jean-Pierre Barda, Anders Wollbeck)
4. Waiting for the Night (cover dei Depeche Mode) – 5:37 (Martin Lee Gore)
5. Secular Haze (live al Music Hall of Williamsburg) – 5:27 (A Ghoul Writer)

## Formazione

### Gruppo
- Papa Emeritus II - voce
- Nameless Ghoul  - chitarra solista
- Nameless Ghoul  - chitarra ritmica
- Nameless Ghoul  - basso
- Nameless Ghoul  - tastiere
- Nameless Ghoul  - batteria

### Altri musicisti
- Dave Grohl - chitarra ritmica in If You Have Ghosts, batteria in I'm a Marionette e Waiting for the Night
- Derek Silverman - organo in If You Have Ghosts e Waiting for the Night, pianoforte in Crucified
- Jessy Greene - violino e violoncello in If You Have Ghosts